# Vía Flaminia

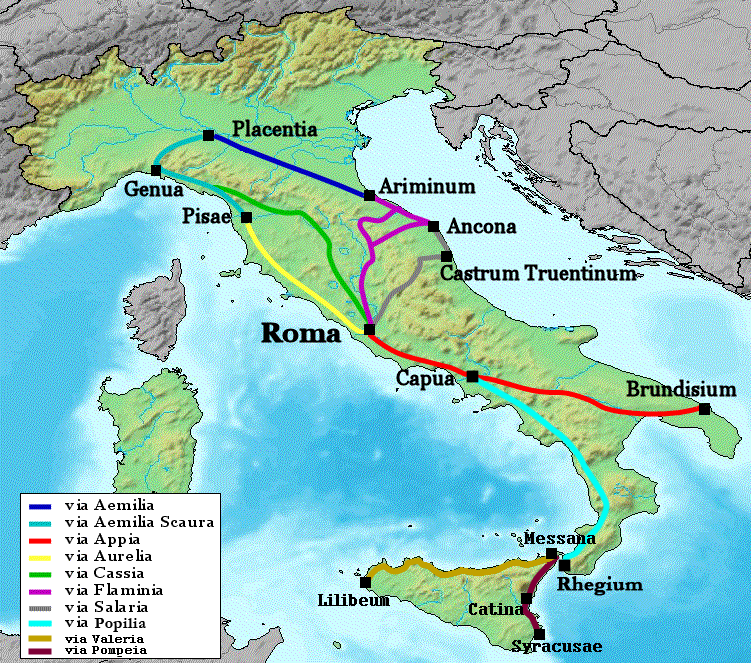
Mapa de Italia en que se ilustran algunas de las principales calzadas romanas: La Vía Flaminia en violeta.

La Vía Flaminia (en latín Vía Flaminia) fue una calzada romana que llevaba de Roma a Ariminum y era la principal vía del norte de Italia. Fue construida por Cayo Flaminio durante el tiempo en que ejerció como censor (220 a. C.). Salía de la Puerta Flaminia cercana a la moderna porta del Popolo y se dirigía al Puente Milvio (Pontus Milvius) para cruzar el Tíber. En Ariminum se unía a la Vía Emilia.
La Vía Flaminia de Bononia a Arretium, que era una rama de la Vía Cassia, fue construida por un hijo del anterior llamado también C. Flaminio, que fue cónsul junto a M. Emilio Lépido en 187 a. C., después de someter a las tribus ligures de la región de Bononia, pero después el nombre fue poco utilizado.
El dominio de la Vía Flaminia se demostró decisivo el año 69 en la lucha entre Vespasiano y Vitelio.

## Itinerario de la Vía Flaminia
Sus estaciones fueron:

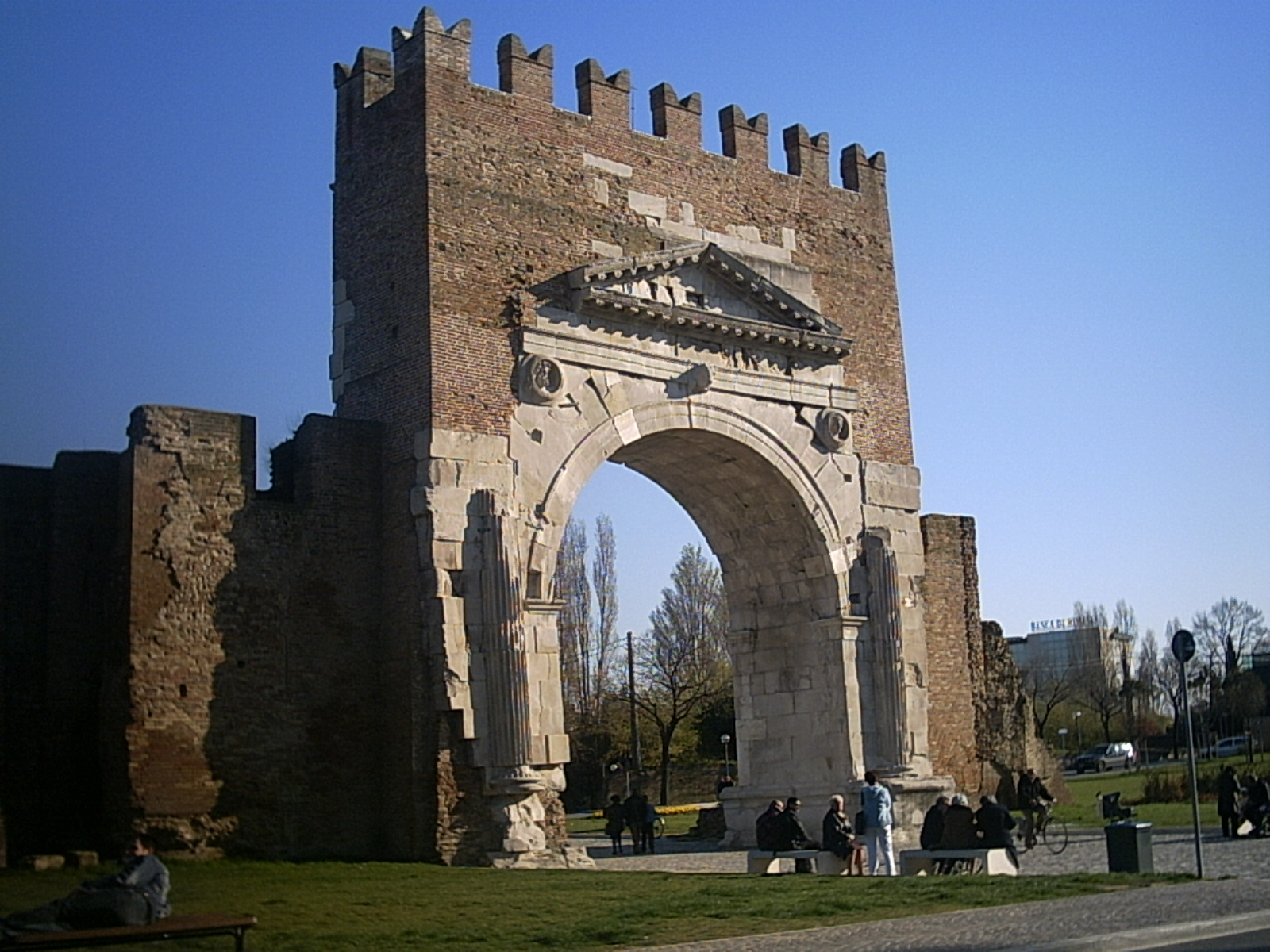
El Arco de Augusto en Rímini, que era atravesado por la vía Flaminia.

- Saxa Rubra (de donde salía la Vía Tiberina)
- Aqua Viva
- Fescenium (Civita Castellana)
- Ocriculum (Otricoli)
- Narnia (Narni)
- Mevania (Bevagna)
- Ad Martis
- Forum Flaminii
- Interamna (Terni)
- Tres Tabernae
- Fanum Fugitivi
- Spoletium (Spoleto)
- Sacraria (La Vene en las fuentes del Clitumnus)
- Treba (Trevi)
- Fulginium (Foligno)
- Forum Flaminii
- Helvillum (Sigillo)
- Ad Ensem (La Schieggia)
- Cales o Calles (Cagli)
- Intercisa (Passo del Furlo)
- Forum Sempronii (Fossombrone)
- Fanum Fortunae (Fano)
- Ariminium (Rímini)

Las estaciones mencionadas en el Itinerario Antonino son: 
- Rostrata Villa
- Ocriculum (Otricoli)
- Narnia (Narni)
- Ad Martis (cerca de Massa)
- Mevania (Bevagna)
- Nuceria (Nocera)
- Helvillum (Sigillo)
- Calles (Cagli)
- Forum Sempronii (Fossombrone)
- Fanum Fortunae (Fano)
- Pisaurum (Pesaro)
- Ariminum (Rímini)

Y en el Itinerario de Jerusalén: 
- Ad Rubras (Prima Porta)
- Ad Vicesimum (Morlupo)
- Aqua Viva (Osteria dell' Acqua Viva)
- Ocriculum (Otricoli)
- Narnia (Narni)
- Interamna (Terni)
- Tres Tabernae
- Fanum Fugitivi (Monte Somma)
- Spoletium (Spoleto)
- Sacraria (La Vene)
- Trebia (Trevi)
- Fulginium (Foligno)
- Forum Flaminii (S. Giovani in Forifiamma)
- Nuceria (Nocera)
- Ptaniae, probablemente Tadinum (Gualdo)
- Herbellonium (?)
- Ad Ensem (La Schieggia)
- Ad Calem (Cagli)
- Intercisa (Il Furlo)
- Forum Sempronii (Fossombrone)
- Ad Octavum
- Fanum Fortunae (Fano)
- Pisaurum (Pésaro)
- Ariminum (Rímini)

Una rama de la vía iba de Nuceria a Ancona. Las estaciones según el Itinerario Antonino, iniciado en Nuceria, fueron:
- Dubii (?)
- Prolaqueum (Pioraco)
- Septempeda (San Severino)
- Treia (Treia)
- Auximum (Osimo)
- Ancona (Ancona)

Una rama pasaba por la costa por Sena Gallica y hasta Fano, donde se unía a la vía principal. Tenía las siguientes estaciones: 
- Ad Aesim fluvium (Río Esino)
- Sena Gallica (Sinigaglia)
- Ad Pirum (?)
- Fanum Fortunae (Fano)